# Shirley (roman)

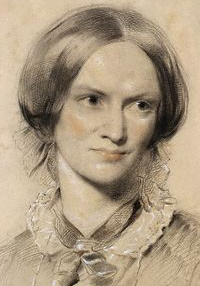
Charlotte Brontë 1850, året efter att romanen kom ut.

Shirley är en 1849 samhällsroman av den engelska författarinnan Charlotte Brontë.
Boken utgavs i svensk översättning 1854.